# Liste der Monuments historiques in Leudon-en-Brie
Die Liste der Monuments historiques in Leudon-en-Brie führt die Monuments historiques in der französischen Gemeinde Leudon-en-Brie auf.

## Liste der Bauwerke
| Bezeichnung                   | Beschreibung | Standort | Kennzeichnung | Schutzstatus | Datum | Bild           |
| ----------------------------- | ------------ | -------- | ------------- | ------------ | ----- | -------------- |
| Kirche St-Denis-St-Christophe |              | (Lage)   | PA00087059    | Inscrit      | 1928  | weitere Bilder |

## Liste der Objekte
Zum Verständnis siehe: Kirchenausstattung
- Monuments historiques (Objekte) in Leudon-en-Brie in der Base Palissy des französischen Kultusministeriums